# Červený potok (dopływ Białej Łaby)
Červený potok – potok górski w Sudetach Zachodnich, w Karkonoszach, w Czechach, w kraju hradeckim.
Górski potok o długości około 3,2 km, należący do zlewiska Morza Północnego, prawy dopływ Białej Łaby (czes. Bílé Labe). Źródła potoku położone są na wysokości około 1125 m n.p.m., na południowo-wschodnich zboczach Ptačí kámena, w masywie Śląskich Kamieni. Potok płynie dość stromo na południe z niewielkim odchyleniem ku wschodowi, do Doliny Białej Łaby, jednej z najładniejszych dolin w Karkonoszach. W dolnym biegu łączy się z Diračką i razem uchodzą do Białej Łaby w jej dolnym biegu, ok. 0,5 km przed jej połączeniem z Łabą.